# チェ・ミョンギル (女優)
チェ・ミョンギル（최명길、1962年11月11日
 - ）は韓国慶尚北道生まれの女優である。本貫は慶州崔氏。

## 人物
- 1981年にMBC公開採用第13期タレントに合格、同年MBCドラマ『怒りの瞳』でデビューした。1983年にMBC演技大賞新人賞を受賞した。
- 1994年に映画『薔薇色の人生』でフランス三大映画祭の一つナント映画祭で主演女優賞を受賞、同年から翌年まで数々の映画賞を総なめにした。
- 2002年にKBSの『明成皇后』で主人公の晩年を演じた。
- 夫は小説家で金大中政権時代の文化観光部（現・文化体育観光部）長官や開かれたウリ党の院内代表、民主統合党の最高委員、新政治民主連合共同代表などを歴任した金ハンギル[2]。
- 甥のクォン・ユル（朝鮮語版）も俳優である[3]。

## 出演作品

### テレビドラマ
- 怒りの瞳（朝鮮語版）（1981年、MBC） - ウンスク役[4]
- 友達よ友達（朝鮮語版）（1982年、MBC）[4]
- 未練（朝鮮語版）（1982年、MBC）[4]
- 女人列伝シリーズ（朝鮮語版） - ファン・ジニ（1982年、MBC） - プヨン役[4]
- 朝鮮王朝五百年 太宗大王 -朝鮮王朝の礎-（1983年、MBC） - 高麗王族の娘役[4]
- 冬のひまわり（朝鮮語版）（1983年、MBC）[4]
- 朝鮮王朝五百年 雪中梅（1984年、MBC） - 慈順大妃(貞顕王后)役[5]
- MBCベストセラー劇場（朝鮮語版） - 女を探します（1984年、MBC） - ミヨン役[4]
- 朝鮮王朝五百年 風蘭（1985年、MBC） - 貞顕王后役[6]
- 男の季節（朝鮮語版）（1985年、MBC） - パク・ミラン役[7]
- 都市の顔（朝鮮語版）（1987年、MBC） - イ・ジョンファ役[4]
- 3人の恋人（朝鮮語版）（1987年、MBC） - イ・ミンジャ役[8]
- 朝鮮王朝五百年 閑中録（1989年、MBC） - 恵慶宮洪氏役[9]
- 朝鮮王朝五百年 正祖大王 -偉大なる王の肖像-（1989年、MBC） - 恵慶宮洪氏役
- その女（朝鮮語版）（1990年、KBS） - ハン・ジェスク役[4]
- もう一つの幸せ（朝鮮語版）（1991年、MBC） - チャ・ムニョン役[4]
- 愛の風車（朝鮮語版）（1991年、SBS）[4]
- 相性が合います（朝鮮語版）（1992年、KBS） - ソ・ヒョンジャ役[4]
- 再会（朝鮮語版）（1992年、KBS） - チへ役[4]
- 結婚（朝鮮語版）（1993年、SBS） - ナ・ジヨン役[10]
- 愛はない（朝鮮語版）（1994年、SBS） - ハン・ソジン役[11]
- KBS TV文学館（朝鮮語版） - スーパーマーケットで道に迷う（1996年、KBS） - キム・ソニョン役[4]
- 龍の涙（1996年-1998年、KBS） - 元敬王后役[12]
- 霧の柱（1998年、MBC）
- ギプス家族（朝鮮語版）（2000年、MBC） - チョ・アラ役[13]
- オンダルの王子たち（朝鮮語版）（2000年-2001年、MBC） - キム・ヨンスク役[14]
- 明成皇后（2001年-2002年、KBS） - 明成皇后の晩年期役[15]
- 太陽の南-愛と復讐の果て-（朝鮮語版）（2003年、SBS） - チョン・ヨニ役[16]
- 花より女（朝鮮語版）（2005年、SBS） - キム・ジョンア役[17]
- そばにいて（朝鮮語版）（2007年、MBC） - チャン・ソニ役[18]
- 大王世宗（2008年、KBS） - 元敬王后役[19]
- 太陽の女（2008年、KBS） - チェ・ミョンギル役
- 憎くてももう一度（朝鮮語版）（2009年、KBS） - ハン・ミョンイン役[20]
- 天下無敵イ・ピョンガン（2009年、KBS） - チェ・ワンフ役[21]
- 百済の王 クンチョゴワン（2010年-2011年、KBS） - へ妃(ヘ・ソスル)役[22]
- 嵐の恋人（朝鮮語版）（2010年-2011年、MBC） - ソ・ユニ役[23]
- ミス・リプリー（朝鮮語版）（2011年、MBC） - イ・ファ役[24]
- 栄光のジェイン（2011年、KBS） - パク・グンジャ役[25]
- 金よ出てこい☆コンコン（朝鮮語版）（2013年、MBC） - ユン・シムドク役[26]
- 未来の選択（朝鮮語版）（2013年、KBS） - 未来のナ・ミレ役[27]
- パンチ～余命6ヶ月の奇跡（朝鮮語版）（2014年-2015年、SBS） - ユン・ジスク役[28]
- 青い鳥の輪舞（ロンド）（朝鮮語版）（2015年、KBS） - ハン・ソニ役[29]
- 我が家のハニーポット（朝鮮語版）（2015年-2016年、KBS） - ペ・グッキ役[30]
- KBSドラマスペシャル（朝鮮語版） - 契約の男（2015年、KBS） - ソン・スヨン役[31]
- あなたは贈りもの（朝鮮語版）（2016年、SBS） - ウン・ヨンエ役[32]
- アントラージュ（2016年、tvN） - カン・オクジャ役[33]
- 人形の家～偽りの絆～（朝鮮語版）（2018年、KBS） - クム・ヨンスク役[34]
- 世界で一番可愛い私の娘（2019年、KBS） - チョン・インスク役[35]
- 優雅な母娘（2019年-2020年、KBS） - チャ・ミヨン（キャリー・チョン）役[36]
- あいつがそいつだ（朝鮮語版）（2020年、KBS） - キム・ソ二（キム・スジョン）役[37]
- 赤い靴（2021年、KBS） - ミン・ヒギョン役[38]
- 天女ドリアン～時を超える愛～（朝鮮語版）（2023年、TV朝鮮） - ペク・ドイ役[39]

### 映画
- 恋人たち（デビュー作）（1983年）
- ウィンクからジェスチュアまで（1986年）
- 夜の妖精（1986年）
- 蜜月（1989年）
- ウムクペミの愛（1990年）
- 薔薇色の人生（1994年）

## 受賞歴
- 1983年：MBC演技大賞　新人賞
- 1985年：MBC演技大賞　女子演技賞
- 1986年：第25回大鐘映画祭　女優主演賞
- 1990年：MBC演技大賞　最優秀賞
- 1994年：SBS演技大賞　大賞
- 1994年：フランスナント映画祭　最優秀女優主演賞
- 1994年：第15回青龍映画祭　女優主演賞
- 1995年：第31回百想芸術大賞　映画部門演技賞
- 1995年：韓国放送大賞
- 1997年：KBS演技大賞　最優秀賞
- 2002年：KBS演技大賞　最優秀演技賞
- 2007年：MBC演技大賞　黄金賞